# مالوري مارتن
مالوري مارتن (بالإنجليزية: Mallory Martin)‏ هي فنانة الدفاع عن النفس أمريكية، ولدت في 29 يناير 1994 في دنفر في الولايات المتحدة.

## وصلات خارجية
- مالوري مارتن على موقع يو إف سي (الإنجليزية)
- مالوري مارتن على موقع شيردوغ (الإنجليزية)
- مالوري مارتن على موقع IMDb (الإنجليزية)